# Hat (huyện)
Huyện Hat là một huyện thuộc tỉnh Al Mahrah, Yemen. Đến thời điểm năm 2003, huyện này có dân số 2786 người